# كاميلا سايز
كاميلا أليخاندرا سايز أوياندير (من مواليد 17 أكتوبر 1994) هي لاعبة كرة قدم تشيلي تلعب كمدافع لنادي رايو فاليكانو في الدوري الإسباني والمنتخب التشيلي.

## روابط خارجية
- كاميلا سايز على موقع الاتحاد الدولي (مؤرشف)  (الإنجليزية)
- كاميلا سايز على موقع قاعدة بيانات كرة القدم.إي يو (الإنجليزية)
- كاميلا سايز على موقع Soccerway.com (الإنجليزية)
- كاميلا سايز على موقع عالم كرة القدم.نت (الإنجليزية)
- كاميلا سايز على موقع أوليمبيديا (الإنجليزية)